# Knorr-Pyrazol-Synthese
Die Knorr-Pyrazol-Synthese ist eine Namensreaktion der organischen Chemie, die 1883 von Ludwig Knorr erstmals mit der Reaktion von Acetessigester und Phenylhydrazin beschrieben wurde. Bei der Reaktion handelt es sich um die Herstellung von Pyrazolen aus 1,3-Dicarbonylverbindungen und Hydrazinen. Die Synthese erfolgt über einen Kondensationsmechanismus, welcher dem der Paal-Knorr-Synthese ähnelt.

## Übersichtsreaktion
Bei der Knorr-Pyrazol-Synthese reagieren 1,3-Dicarbonylverbindungen mit Hydrazin oder deren Derivate zu einem Pyrazol. Bei einem substituierten Hydrazin entsteht eine Mischung von Regioisomeren, wobei das substituierte Heteroatom entweder neben dem Substituenten R1 oder dem Substituenten R3 steht.

## Reaktionsmechanismus
Der vorgeschlagene Mechanismus beginnt mit einer Iminbildung. Beim Angriff des Hydrazins 1 an die 1,3-Dicarbonylverbindung 2 im 1. Schritt entscheidet sich, welches der zwei möglichen Produkte gebildet wird, da beide Carbonyl-Kohlenstoff-Atome angegriffen werden könnten. Der Einfachheit halber wird im hier vorgestellten Mechanismus nur die Bildung des einen Produktes beschrieben. Das andere Stickstoffatom greift, nachdem das Imin 3 gebildet wurde, die andere Carbonylgruppe an. Nach der Abspaltung von Wasser und somit einer weiteren Iminbildung, wird das Pyrazol 4 erhalten.

## Anwendung
Die Knorr-Pyrazol-Synthese findet im Allgemeinen Anwendung bei der Herstellung von Pyrazolderivaten.